# Дриллис, Рудолф
Рудолф Дриллис (латыш. Rūdolfs Drillis, 10 мая 1893 года, Гростон  — 17 октября 1983 года, США) — студент механического факультета Рижского политехнического института, призван в армию, в качестве "охотника" окончил теоретические авиационные курсы при Петроградском политехническом институте, обучался полётам в Севастопольской авиационной школе. Лётчик, лейтенант РИА, старший лейтенант (virsleitnants) латвийской армии; командующий парком авиации латвийской армии (1919-1921). Преподаватель в авиационной школе. Основатель клуба Латышского авио-языка. Получил степень доктора философии в Лейпцигском университете, доцент Латвийского университета. В 1949 году эмигрировал в США, работал в Нью-Йоркском университете в области биомеханики.